# Tipo 96
El Tipo 96 es una variante del carro de combate principal chino Tipo 59 de segunda generación, está basado en el Tipo 85-III y entró en servicio en el Ejército Popular de Liberación (ELP) en 1997. Para el año 2005 se estima que 1.500 carros del modelo Tipo 96 estaban en servicio en el ELP.

## Historia

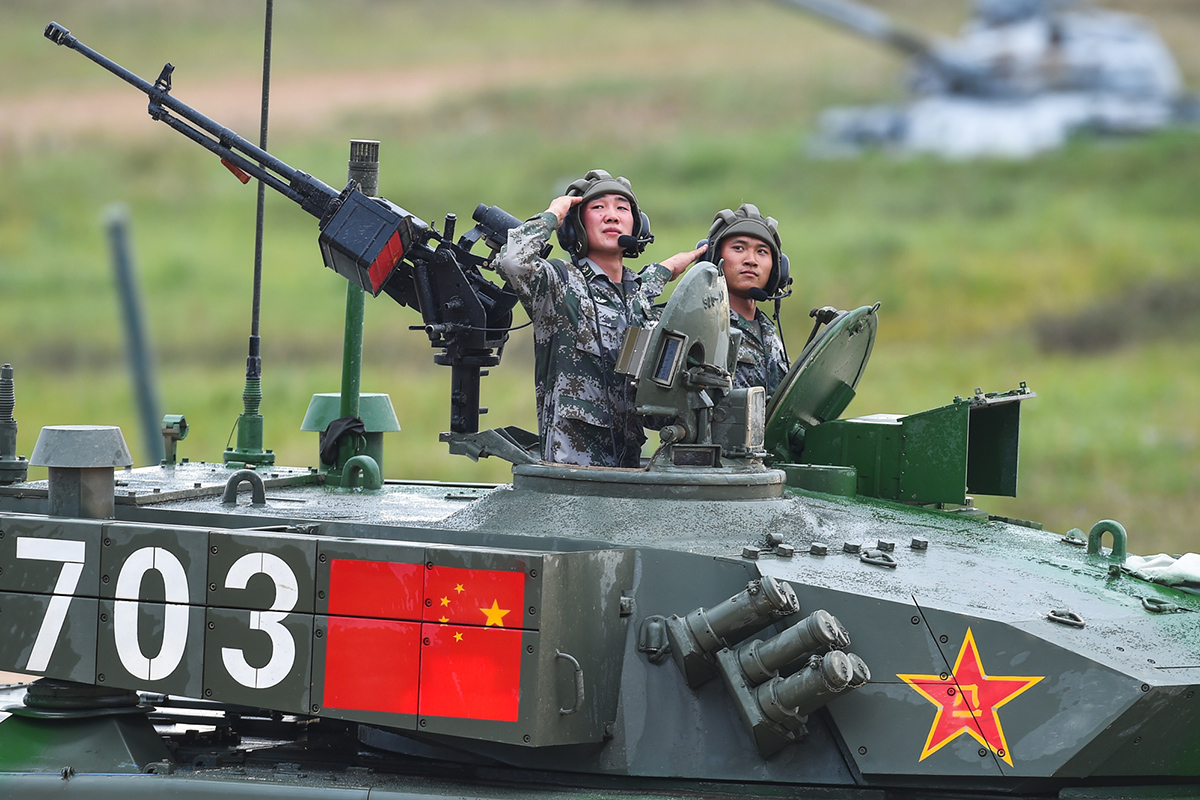
Detalle de la torreta con tripulación saludando de un modelo Tipo 96B

En términos generales, los carros de combate del ELP pueden dividirse en tres generaciones. La primera era una copia del T-54A soviético y sus derivados, producidos en China como los Tipo 59 y Tipo 69/79. La segunda empezó con el Tipo 80, que luego devendría en los Tipo 88 y Tipo 96, construidos paralelamente por diferentes instituciones pero siendo todas ellas responsabilidad de la China North Industries Corporation (Norinco). La tercera generación empezó con la construcción del Tipo 98, luego modificado para convertirse en el Tipo 99.
Después de la ruptura Chino-Soviética en los años 60, las relaciones entre China y la Unión de Repúblicas Socialistas Soviéticas (URSS) se hicieron peores gradualmente, llegando al límite en 1969. Para la década del 70, había más de 1,5 millones de soldados en ambos lados de la frontera chino-soviética. Para ese momento los mejores carros de combate chinos eran las copias del T-54A ruso, y que no tenían demasiadas esperanzas contra los nuevos modelos rusos como los T-62, T-64, y el más imponente T-72.
El Ejército de Liberación Popular requería de un nuevo tanque que pudiera hacer frente a los blindados rusos. Esto llevó a la producción del Tipo 69 en la Fábrica 617 (hoy First Inner Mongolia Machinery Factory) incorporando tecnologías de un T-62 capturado. Como sea, este falló en satisfacer los requerimientos del ELP, aunque fue más exitoso en la exportación (más de 2.000 fueron vendidos). Como resultado, se diseñó un nuevo carro de combate y dio inicio a una familia entera de nuevos vehículos.

## Versiones

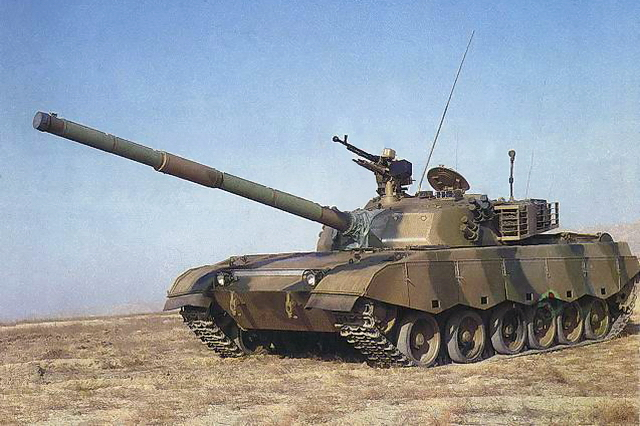
Tipo 85-IIM, Tipo 96 Prototype

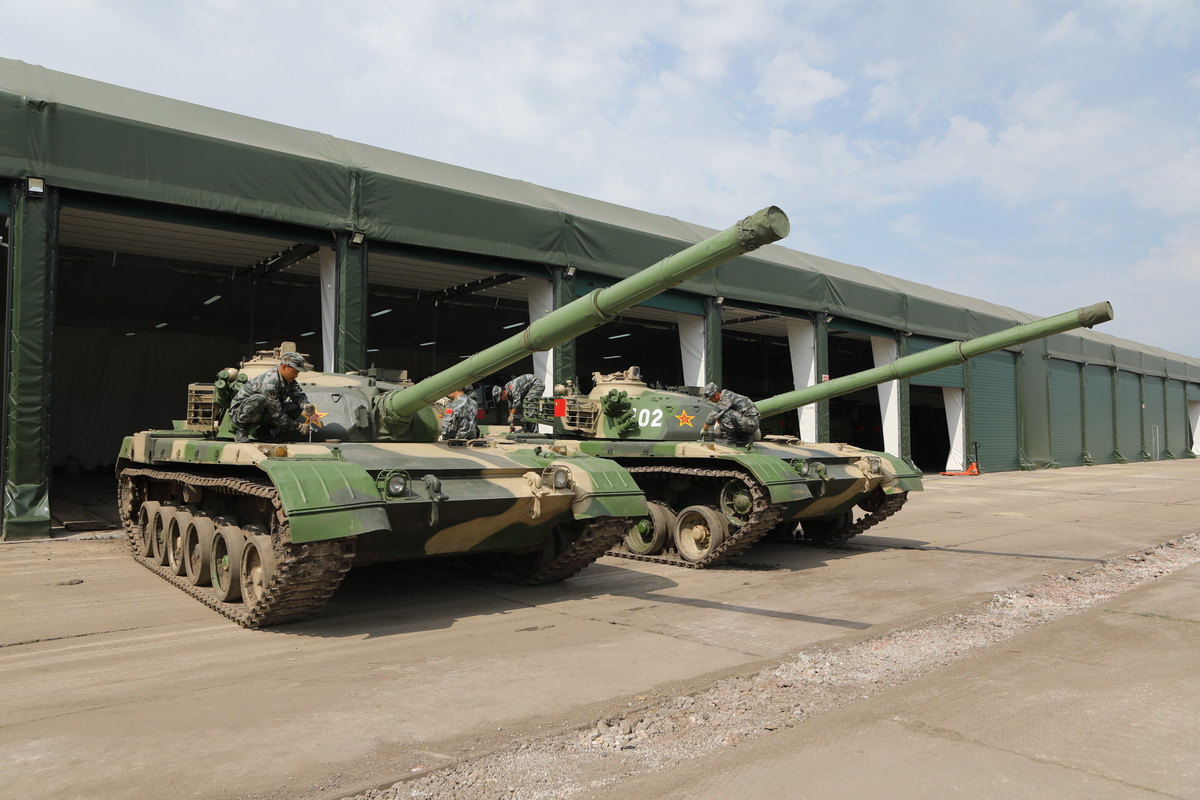
Tipo 96

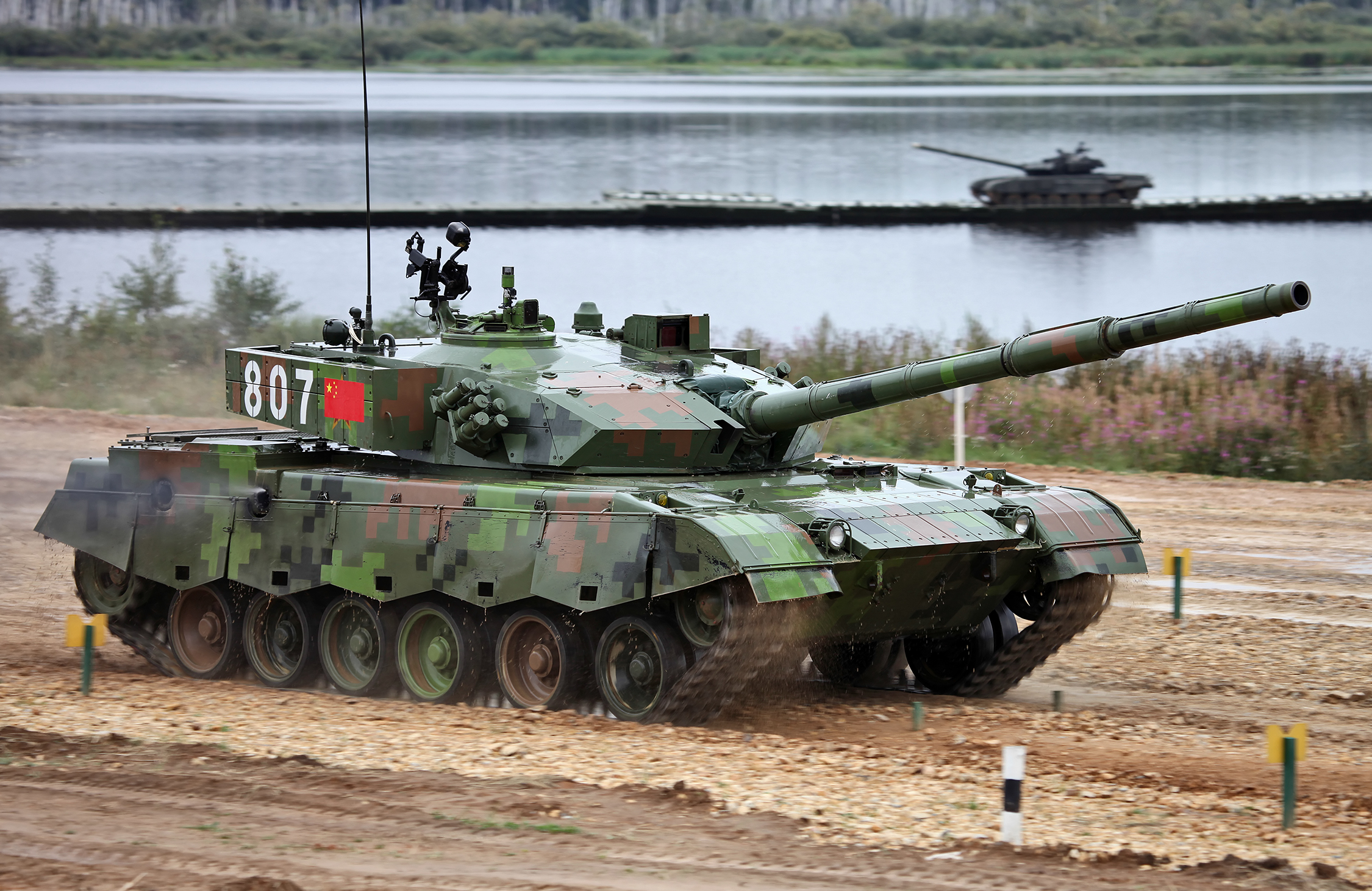
Tipo 96A

El Tipo 85 posteriormente fue desarrollado en el Tipo 90, pero tras unas pocas unidades hechas para su prueba, se decide el no llevarlo al servicio operativo en el EPL, empero; a éste tanque se le comercializó como una variante de exportación del mismo para Pakistán, que luego lo desarrolló en la variante MBT-2000 (Al-Khalid), que comparte elementos críticos con el Tipo 90. Este carro de combate fue desarrollado en conjunto por el Instituto 201 de Pekín (China North Vehicle Research Institute) y la Factoría N° 617 en Mongolia Interior (Inner Mongolia First Machine Group Corporation).

### Tipo 90
Es el primer diseño de tipo modular en el blindaje de manufactura china. Su construcción le permite a sus versiones anteriores el actualizarlo al reemplazar sus componentes de blindaje. Sus placas de blindaje reactivo son adicionales.

#### Tipo 90-I
Esta es la variante de exportación para Pakistán de un nuevo diseño de carro de combate. Su motor es de origen británico (Perkins Shrewsbury CV12-1200 TCA, de combustible diésel), que fuera usado en el tanque Challenger 2, y la transmisión es de origen francés, es la SESM ESM 500 de tipo automático (usada también en el tanque Leclerc). Debido al elevado coste unitario, el proyecto fue abandonado, sumándose como uno de los efectos del embargo de armas al que Pakistán fuera sometido tras sus pruebas nucleares de 1998.

#### Tipo 90-II
Para prevenir los efectos del embargo de armas, la industria china sería comprometida de forma más decidida, al incorporarse al Tipo 90-I una motorización de procedencia local. Pero tras sus debidos ensayos, el resultado fue desastroso, a causa de que la industria de motores china no había adquirido entonces ni la madurez necesaria ni tenía la tecnología idónea. La planta motriz se mostró adecuada en los climas húmedos del sur de la China, pero su fiabilidad se vio comprometida en los climas más cálidos del norte de China, aparte, en condiciones áridas y desérticas propias de Pakistán, les dieron a pensar que la dureza climatológica mostraba lo poco adecuado del motor chino.

#### Tipo 90-IIM
Para satisfacer los recortes de las versiones posteriores del Tipo 90 y sus diferentes versiones, por la elección de una motorización de uso local, se elige por parte de Pakistán el instalar el bloque diésel 6TD ucraniano. Su elección fue tomada de improviso debido a que las autoridades de Pakistán decidieron adoptar éste motor como el estándar de todas sus versiones de carros, así como para los recientemente creados Al-Khalid, de los cuales se producirán al menos 600 carros de combate en Pakistán en el 2007, todos ellos basados en la configuración mecánica del MBT-2000, el cual es una variante mejorada del Tipo 90-IIM.

### Tipo 96G/Tipo 96A
En 1995, Norinco desarrolló la versión Tipo 85-III, propulsada con un motor de 1000 caballos (746 kW) de combustible diésel aparte de dotarla con un sistema de blindaje reactivo de tipo explosivo (ERA), y con el cual se soluciona de forma definitiva el problema de un propulsor eficiente. Tras mejoras presentadas posteriormente, incluida la incorporación de las diversas experiencias ganadas del Tipo 90 como su diseño de tipo modular para su blindaje, esta versión fue la aceptada oficialmente en el EPL en 1996, tras lo que entró en el servicio activo en 1997 como el Tipo 96. La producción del Tipo 88 fue detenida para favorecer la del Tipo 96 que se tuvo ya disponible, y tras ello el Tipo 96 entra a su fase de producción en masa en mayores cantidades que el Tipo 88. Tras esta decisión se toma por nombre para éste el de Tipo 88C.
En comparación frente al Tipo 85 y al Tipo 88, el Tipo 96 incorpora un nuevo sistema de miras térmicas/diurnas, un sistema de atasco infrarrojo/láser de procedencia local, y una más poderosa motorización, sistemas de a bordo y electrónica mejoradas y una torreta de estilo occidental en su diseño. En imágenes recientemente conocidas se ve que al Tipo 96 se le ha modificado sustancialmente las adiciones de placas en sus módulos de blindaje añadido aparte de pequeñas mejoras en su blindaje explosivo/reactivo, similar al del Tipo 99. Sus sistemas electrónicos internos se han llevado a los que incorpora el Tipo 99 como estándar. Otras de sus características son la incorporación de miras térmicas para el artillero y el comandante. Los tres tripulantes disponen de miras de tipo nocturno. El comandante puede desde su puesto auxiliar la puntería del artillero.  Un sistema de defensa de tipo láser, similar al Shtora ha sido instalado a su vez para mejorar la defensa del blindado. Se sabe que incluso se le han acoplado monturas de atasco electro-ópticas, capaces de averiar misiles y otra clase de armas guiadas electrónicamente del enemigo.
Se estima que actualmente hay unos 2000 o 2500 carros de combate en servicio en el EPL, y que la producción está siendo continuada. La designación oficial de Norinco para éste blindado, el Tipo 96G-A, es ZTZ-96G/A. Similar a los diseños soviéticos de dos de los tanques y a las distintas tácticas de estrategia en las que se basan los rusos con los tanques que son su espina dorsal dentro del cuerpo de blindados, compuestos de T-72 y junto a los más sofisticados T-64/T-80, el Tipo 96 es supuestamente el nuevo estándar de los carros de combate principal en servicio con el EPL a ser fabricados a lo largo de la nueva década, dejando que el más avanzado y costoso Tipo 99 quede reservado para sus unidades de élite.

## Usuarios
China

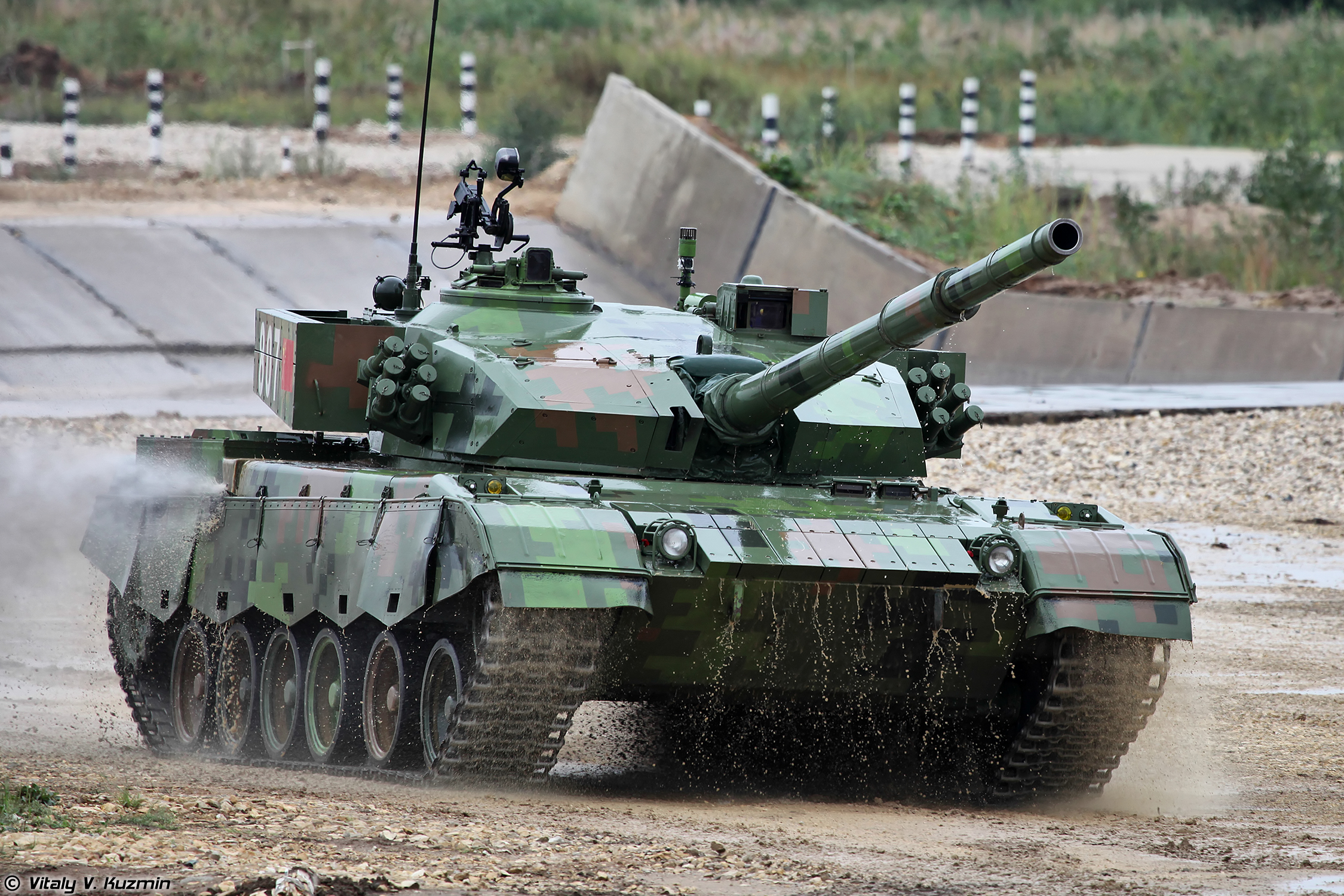
Tipo 96A MBT

- EPL – Más de 2.500 unidades en servicio para el año 2013.

 Bangladés
- Bangladesh Army - 44 MBT-2000 a ser entregados por China entre los años 2012-2013.[5]

 Birmania
- Ejército de Birmania - Se sabe que los operan, pero no se ha determinado el total de unidades en servicio, serían de la variante MBT-2000.[6]

 Marruecos
- Real Ejército de Marruecos - 150 VT-1A adquiridos,[7][8] 54 recibidos en el 2011.[9]

 Pakistán
- Ejército de Pakistán - Cerca de 500 unidades de procedencia local en servicio.[10] Los carros de combate Al Khalid están basados en el chasis y estructuras del Tipo 90-IIM/MBT-2000 hechos en China.

 Sri Lanka
- Ejército de Sri Lanka - 22 CCP's de la variante Al-Khalid pedidos desde Pakistán, y que serán cedidos posteriormente.[11][12] Todos los Al Khalid se sabe que están basados en la estructura y componentes del Tipo 90-IIM/MBT-2000, producidos por China.

 Sudán
- Ejército Sudanés – 200 unidades Tipo 96A. Se ha sabido que en sus primeros combates, por parte del Tipo 96; se habrían hecho en el año 2012 durante la Guerra de Heglig, cuando unidades blindadas norsudanesas, equipadas con los Tipo 96A destruyeron al menos 4 T-72 sursudaneses.[13]